# Jennifer Miller (attrice)
Jennifer Miller (Toronto, 1985) è un'attrice canadese.

## Biografia
Figlia di padre canadese di madre australiana, Miller si trasferì in Canada all'età di 6 anni; ha interpretato uno dei ruoli principali nel film horror 5ive Girls.

## Filmografia parziale
- American Pie presenta: Nudi alla meta (American Pie Presents: The Naked Mile), regia di Joe Nussbaum (2006)
- 5ive Girls, regia di Warren P. Sonoda (2006)
- Slevin - Patto criminale (Lucky Number Slevin), regia di Paul McGuigan (2006)
- Che fatica fare la star! (True Confessions of a Hollywood Starlet), regia di Tim Matheson - film TV (2008)